# 歐卡利普圖斯
歐卡利普圖斯是玻利維亞的城鎮，由奧魯羅省負責管轄，位於該國西部德薩瓜德羅河左岸，距離首府奧魯羅60公里，海拔高度3,740米，每年平均降雨量少於400毫米，2010年人口2,354。
17°35′S 67°31′W / 17.583°S 67.517°W